# Bischberg (Aschaffenburg)
Der Bischberg, auch Ludwigshöhe genannt, ist ein 188 m ü. NHN hoher Berg in Aschaffenburg in Bayern.

## Geographie

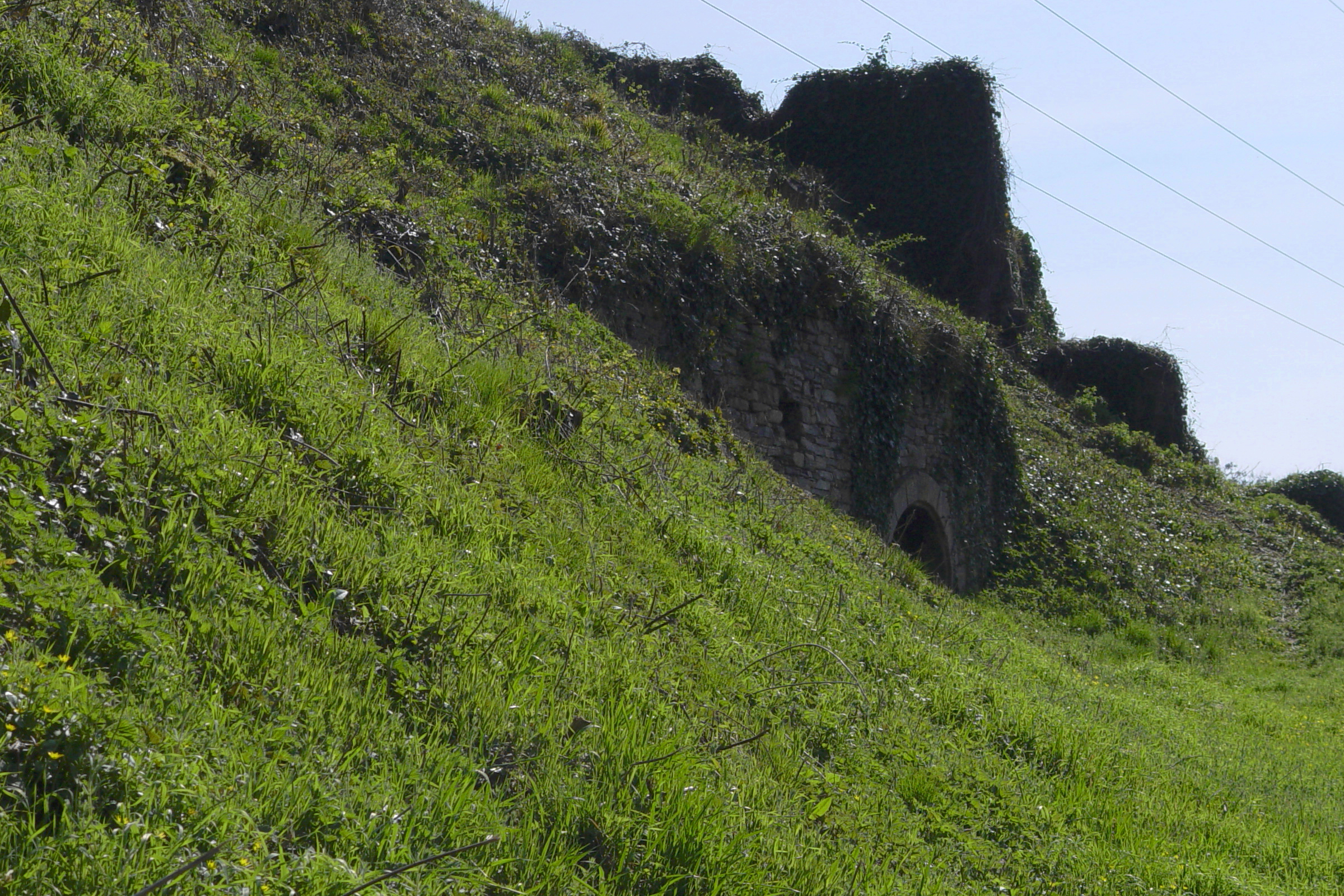
Westhang (geschützter Landschaftsbestandteil)

Der Bischberg liegt am rechten Mainufer zwischen den Aschaffenburger Stadtteilen Schweinheim und Obernau. Nördlich befindet sich die Obernauer Kolonie. Auf seinem Gipfel steht oberhalb der Staatsstraße 2309 und der Bahnstrecke Aschaffenburg–Miltenberg der Ludwigstempel. Nur seine Westhänge sind bewaldet. Zum Main hin liegt der geschützte Landschaftsbestandteil „Bischberg-Westhang“, LB-01226. Die dortigen Trockenmauern stammen aus der Zeit des Weinanbaus, der Ende des 19. Jahrhunderts endete. Im Südosten schließt sich der Erbig (285 m) an. Dazwischen liegen Streuobstwiesen, die als FFH-Schutzgebiet ausgewiesen sind.
Nach dem Bischberg sind die Bischbergstraße, der Bischbergweg und der Obere Bischbergweg in Aschaffenburg benannt.

## Ludwigstempel

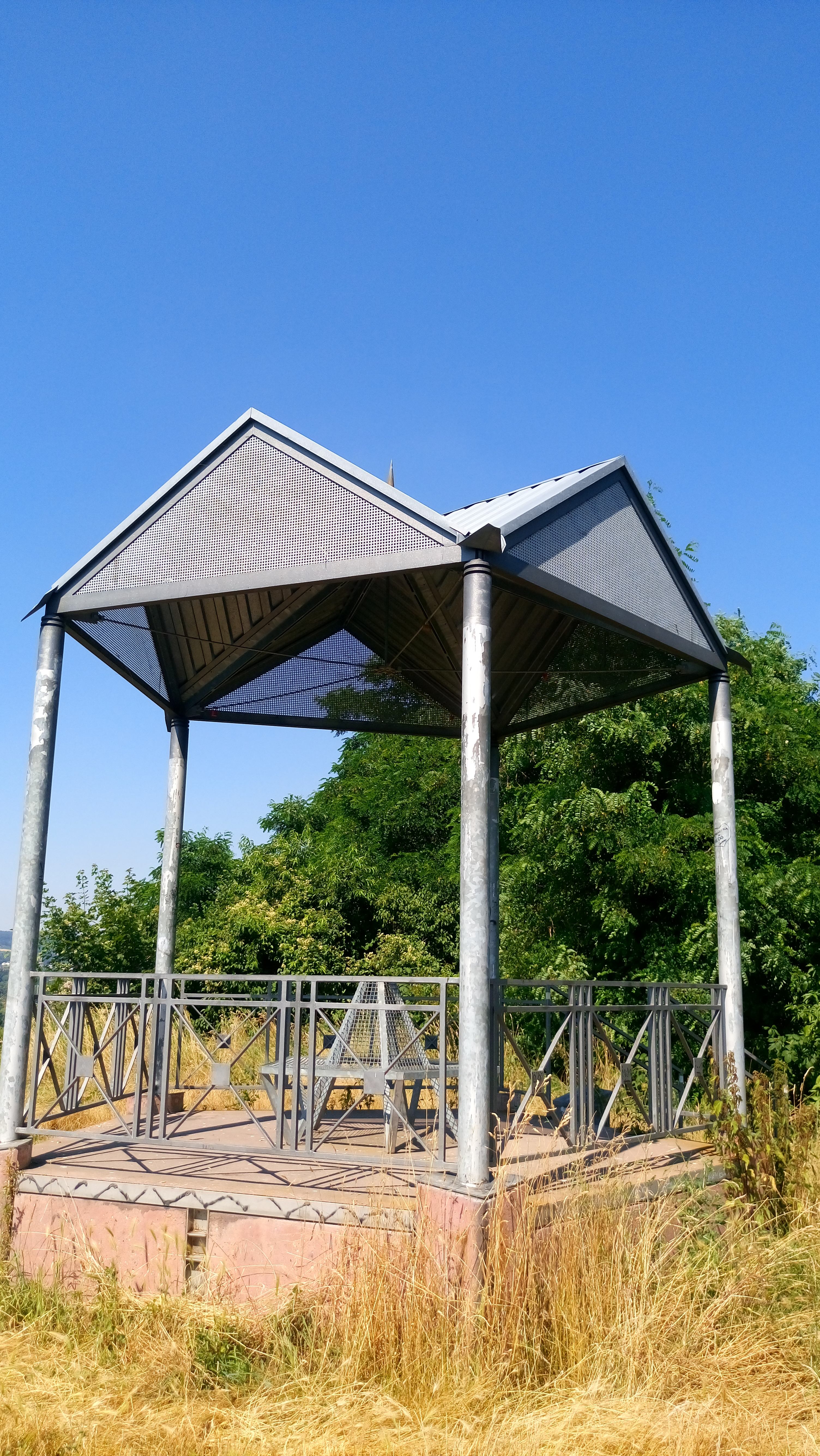
Ludwigstempel

Der Ludwigstempel ist ein pentagonförmiger Aussichtspavillon auf dem Gipfelplateau des Bischberges. Er wurde in seiner ersten Ausführung Juli/August 1879 von Schlossermeister Michael Hock im Auftrag des Aschaffenburger Verschönerungsvereins errichtet. Am Tempel wurde zur „dekorativen Verschönerung“ eine Baumgruppe gepflanzt. Der Verschönerungsverein benamte den Pavillon nach dem bayerischen Königen Ludwig II. (Bayern) und Ludwig I. (Bayern), Großvater des Erstgenannten mit „Ludwigs-Tempel“. 1937 musste der ursprünglich mit gusseisernen Säulen versehene Ludwigstempel einem Artillerie-Beobachtungsbunker der Wetterau-Main-Tauber-Stellung weichen und wurde kurzerhand in die Fasanerie versetzt, wo er im Zweiten Weltkrieg beschädigt und 1972 beseitigt wurde.
Über den verfüllten Trümmern des 1947 gesprengten Bunkers steht heute eine von der Stadt Aschaffenburg 1980 errichtete  Rekonstruktion, die allerdings eine Säule mehr hat, als in nebenstehender Abbildung zu sehen. Die Aus- und Fernsicht vom Ludwigstempel hat kaum etwas von ihrem ursprünglichen Reiz verloren. Der Blick geht nach den Stadtteilen Obernau, Nilkheim und Leider, der Altstadt mit dem Schloss Johannisburg, zu Odenwald, Taunus und Spessart, den Main hinauf bis Elsenfeld und hinunter bis zur Skyline von Frankfurt.

## Baudenkmäler
Am südlichen und östlichen Rand des Bischbergs befinden sich denkmalgeschützte Bildstöcke mit den Denkmalnummern D-6-61-000-340, D-6-61-000-342 und D-6-61-000-343.